# Orinocotaggstjärt
Orinocotaggstjärt (Synallaxis beverlyae) är en nyligen beskriven fågelart i familjen ugnfåglar inom ordningen tättingar.

## Utseende och läte
Orinocotaggstjärten är en 16 cm lång typisk medlem av släktet. Fjäderdräkten är gråbrun med ljus undersida och långa spetsiga stjärtpennor med fjäderspolarna synliga längst ut. Hjässan är rostfärgad, liksom skuldrorna.
Jämfört med liknande blekbröstad taggstjärt av underarten trinitatis har den något längre och tunnare näbb, ljusare grått på panna, hals och huvudsidor samt tydligare ljust ögonbrynsstreck. Det roströda på hjässan och skuldrorna är något ljusare och det på skuldrorna är även mindre utbrett. Undersidan är vitare och bröst samt kroppsidor har en gråaktig ton. Ögat är också ljusare, liksom buk och undergump.
Sången beskrivs som en upprepad serie med vanligen sex till tio toner, den första i varje serie betonad. Även ett hårt skallrande hörs samt en enkel högljudd ton.

## Utbredning och status
Arten förekommer på flodöar i övre delen av Orinocoflodens övre lopp i Venezuela. IUCN kategoriserar arten som nära hotad.

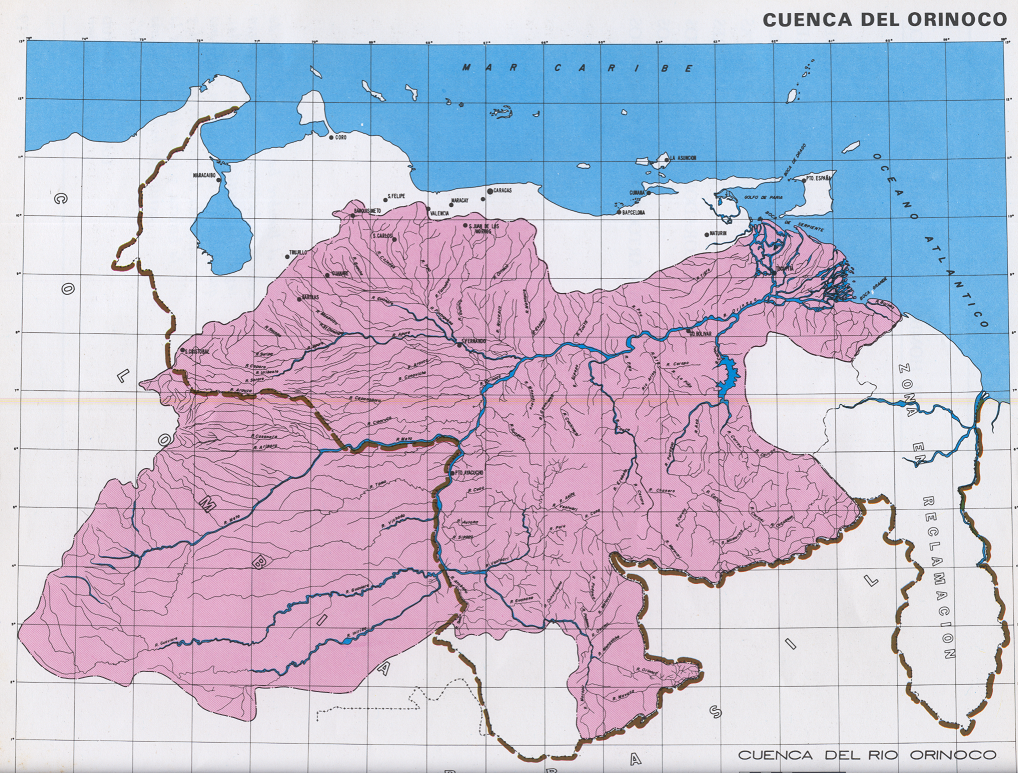
Fågeln är uppkallad efter Orinocofloden i norra Sydamerika.

## Namn
Fågelns vetenskapliga artnamn hedrar Beverly Hilty, fru till en av de två som beskrev arten så sent som 2009.